# Барат, Петер
Пе́тер Ба́рат (венг. Baráth Péter; род. 21 февраля 2002, Кишварда, Сабольч-Сатмар-Берег) — венгерский футболист, полузащитник клуба «Дебрецен» и национальной сборной Венгрии. Выступает за «Ференцварош» на правах аренды.

## Клубная карьера
Барат — воспитанник клубов «Кишварда» и «Дебрецен». 25 января 2020 года в матче против «Уйпешта» он дебютировал в чемпионате Венгрии в составе последнего. По итогам сезона клуб вылетел во Вторую лигу, но Барат остался в команде. 26 августа в поединке против «Академия Сегед-Чанада Грошича» Петер забил свой первый гол за «Дебрецен». По итогам сезона он помог команде вернуться в элиту. 

## Международная карьера
В 2019 году в составе юношеской сборной Венгрии Барат принял участие в юношеском чемпионате мира в Бразилии. На турнире он сыграл в матчах против команд Нигерии, Австралии и Эквадора. В поединке против австралийцев Петер забил гол. 